# Sao biển cát

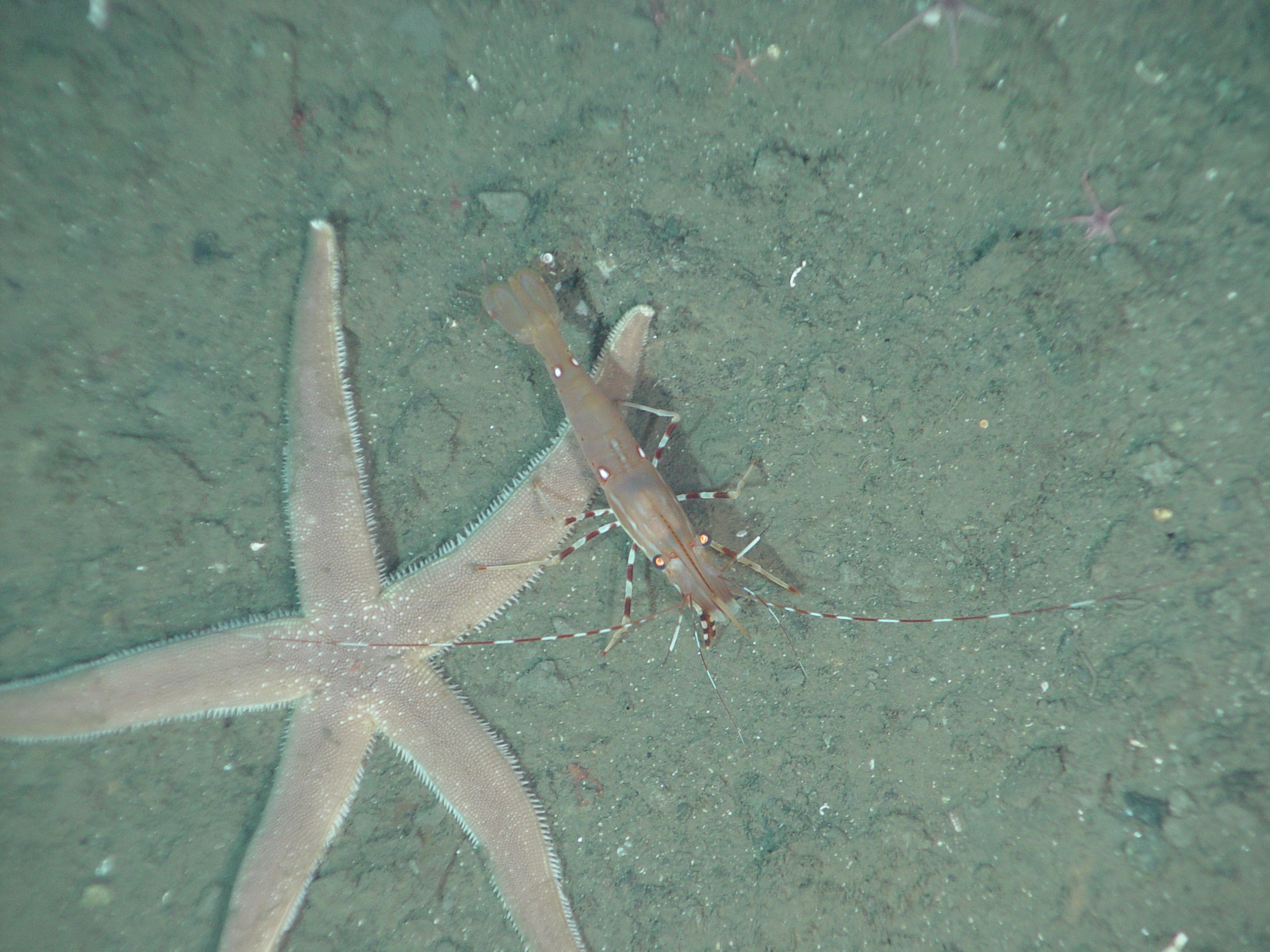
Sao biển cát và một con tôm.

Sao biển cát (tên khoa học: Luidia foliolata) là tên của một loài sao biển thuộc họ Luidiidae. Người ta phát hiện chúng sống ở vùng đông bắc Thái Bình Dương ở đáy biển nhiều cát và bùn ở độ sâu 600 mét.

## Mô tả
Chúng có phần giữa nhỏ và 5 cánh dài, dẹt, đầu nhọn. Nó có thể phát triển đến kích thước là 40 cm. Màu của nó là màu xám, xám hơi xanh hoặc nâu nhạt, thi thoảng có nhiều đốm màu trắng. Chân ống của nó thì không có giác bám mà có những điểm tròn. Loài này rất dễ bị thương, nhất là khi bị lưới rà quét qua khi trồi lên mặt của đáy biển. Thậm chí khi mang cá thể của loài lên rất nhẹ nhàng (thậm chí không chạm vào) nhưng cá thể ấy vẫn mất cánh hoặc là đang mọc cánh lại vì trước đó nó bị cua hoặc cá tấn công.

## Phân bố
Chúng vùng đông bắc Thái Bình Dương trong phạm vi từ Alaska đến quần đảo Galapagos và Nicaragua ở độ sâu 600 mét.

## Sinh thái học
Loài sao biển này thường ngụy trang ở bên dưới đáy biển nhiều cát và bùn. Nó thường che phân nửa cơ thể của nó. Thức ăn của nó là những loài thân mềm hai mảnh vỏ, sâu biển, sao đuôi rắn và hải sâm. Khác với những loài khác, nó không lộn dạ dày của nó ra bên ngoài để tiêu hóa những con mồi có kích thước lớn nên nó chỉ ăn những con mồi có kích thước nhỏ. Khi bị lộn ngược, nó sẽ nhanh chóng lật lại.
Chân ống của nó thích hợp để di chuyển trên đáy biển nhiều cát nhưng rất khó khăn để leo lên đá. Tốc độ di chuyển của nó rất nhanh, cứ mỗi phút, nó đi được 280 cm. Nhanh hơn nhiều so với những loài di chuyển chậm như Dermasterias imbricata (vận tốc chỉ 15 cm/phút).